# Bukit Pagon
Bukit Pagon es la montaña más alta de Brunéi. Está situada en la frontera con Malasia en la isla de Borneo. Bukit Pagon está localizada en el distrito de Temburong de Brunéi. Este barrio está separado del resto de Brunéi por parte del Estado de Sarawak de Malasia.
Algunas especies de plantas como la Nepenthes lowii se pueden encontrar en las laderas de la montaña.